# 任忠
任 忠（じん ちゅう、生没年不詳）は、南朝梁から隋にかけての軍人。字は奉誠。小名は蛮奴。本貫は汝陰郡。

## 経歴
幼くして父を失い、零落して郷里で相手にされなかった。成長すると、計略多く、膂力は人にすぐれ、とくに騎射を得意として、州里の少年たちを従えた。梁の鄱陽王蕭範が合州刺史となると、任忠は召し出されてその側近となった。侯景の乱が起こると、任忠は郷里の一党数百人を率いて、晋熙郡太守の梅伯龍に従い、侯景の部将の王貴顕を寿春に討った。汝陰の胡通がそむくと、任忠は梅思立とともに蕭範の命を受けて胡通を討ち平げた。蕭範の子の蕭嗣に従って建康の援軍に入った。建康が陥落すると、晋熙郡に移った。侯景の乱が平定されると、盪寇将軍の号を受けた。
永定2年（558年）、王琳が蕭荘を梁の皇帝として擁立すると、任忠はその下で巴陵郡太守に任じられた。王琳が敗れると、任忠は陳に降伏して、明毅将軍・安湘郡太守に任じられた。侯瑱に従って巴州・湘州を征討し、豫寧郡太守・衡陽郡内史を歴任した。光大元年（567年）、華皎が起兵するにあたって、任忠は反乱の計画に参加した。華皎の乱が平定されると、安成王陳頊は任忠が事前に朝廷に報告していたことから、許して不問に付した。太建2年（570年）、任忠は章昭達に従って広州の欧陽紇の乱を討ち、功績により直閤将軍の号を受けた。武毅将軍・廬陵郡内史に転じ、任期を終えると、入朝して右軍将軍となった。
太建5年（573年）、陳が北伐の軍を起こすと、任忠は兵を率いて西道に進出し、北斉の歴陽王元景安を大峴で撃破し、北は東関まで追撃して、その東西二城を落とした。蘄・譙に進軍して、これらをともに抜いた。合肥を襲撃して、その外郭に入った。さらに霍州を陥落させた。功績により員外散騎常侍の位を受け、安復県侯に封じられた。太建10年（578年）、呂梁の戦いで陳軍は敗れたが、任忠は自らの部隊を保全して帰還した。まもなく都督寿陽新蔡霍州縁淮諸軍事・寧遠将軍・霍州刺史に任じられた。入朝して左衛将軍となった。太建11年（579年）、北討前軍事を加えられ、平北将軍に進み、兵を率いて秦郡に進出した。太建12年（580年）、使持節・散騎常侍・都督南豫州諸軍事・平南将軍・南豫州刺史に転じた。そのまま兵を率いて歴陽に侵攻した。北周の王延貴が歴陽の援軍としてやってくると、任忠は王延貴を撃破して生け捕りにした。太建14年（582年）、後主が即位すると、任忠は鎮南将軍に進んだ。至徳元年（583年）、入朝して領軍将軍となり、侍中の位を加えられ、梁信郡公に改封された。呉興郡内史として出向した。
禎明3年（589年）、隋軍が長江を渡って侵攻してくると、任忠は呉興から建康にかけつけ、朱雀門に軍を駐屯させた。後主が蕭摩訶以下の諸将を集めて協議の場を設けると、任忠は建康を固守して持久の態勢を取り、水軍を南豫州と京口道に分遣して、隋軍の糧道を断つよう進言した。しかし諸将の賛同をえられず、出撃して敗北を喫した。任忠は建康に帰還して敗北を後主に報告すると、上流に軍を結集させ、自分がそこまで護衛するむねを申し出た。後主は任忠を信じて、その手筈を待ったが、任忠は再びやってこなかった。隋の韓擒虎が新林から進軍してくると、任忠は数騎を率いて石子崗におもむき、韓擒虎に降伏した。そのまま韓擒虎に連れられて南掖門から建康に入った。建康が陥落すると、この年のうちに任忠は長安に入り、隋により開府儀同三司の位を受けた。後に死去した。享年は77。
子の任幼武は、儀同三司の位に上った。

## 伝記資料
- 『陳書』巻31 列伝第25
- 『南史』巻67 列伝第57